# Strafgesetzbuch (Litauen)
Das litauische Strafgesetzbuch vom 26. September 2000 (lit. Lietuvos Respublikos baudžiamasis kodeksas, Abkürzung LR BK) ist die umfassende litauische Strafrechtskodifikation und Hauptrechtsquelle des litauischen Strafrechts. Die Straftaten (nusikalstama veika) nach dem Gesetzbuch sind Verbrechen (nusikaltimas) und Strafvergehen (baudžiamasis nusižengimas).

## Geschichte
Das Litauische Strafgesetzbuch löste das vorherige Modellgesetzbuch des sowjetischen Strafrechts (vom 26. Juni 1961, LTSR baudžiamasis kodeksas) ab.
Das neue Gesetzbuch wurde von Strafrechtswissenschaftlern der Rechtswissenschaftlichen Fakultäten der Universität Vilnius und der Mykolas-Romeris-Universität vorbereitet. Die Arbeitsgruppe wurde von Vytautas Piesliakas geleitet.
Das Gesetzbuch wurde vom litauischen Parlament Seimas mit dem Gesetz Nr. VIII-1968 verabschiedet. Mit demselben Gesetz wurden auch andere Gesetzbücher wie Baudžiamojo proceso kodeksas (BPK, Strafprozessrecht) und Bausmių vykdymo kodeksas (BVK) angenommen. Alle Gesetzbücher traten am 1. Mai 2003 in Kraft.
Der Kommentar des Strafgesetzbuchs Litauens wurde von 2004 bis 2010 angefertigt.